# كتمة إفريقية
الكتمة الإفريقية أو قَتَم (الاسم العلمي Myrsine africana) هي شجيرة من فصيلة الربيعية، دائمة الخضرة، تعلو نحو مترين، سيقانها نحيلة غبراء كثيفة التفرع، أوراقها ناعمه، اللون الأخضر الفاتح، يميل إلى الخضرة الداكنة، بيضاوية الشكل، مسننة الأطراف على نحو يسير، مستدقة الطرف، أزهارها صغيرة حمراء اللون البنفسجية، ثمارها كروية لونها بيضاء وعند النضوج يتحول لونها إلى البنفسجي.